# Leah Gazan
Pour les articles homonymes, voir Gazan.
Leah Gazan, née le 8 avril 1972 à Thompson au Manitoba, est une femme politique et activiste autochtone canadienne. Elle représente le district de Winnipeg-Centre.

## Biographie
Leah Gazan a enseigné l'éducation et les études autochtones au Red River College et l'Université de Winnipeg. Candidate du Nouveau Parti démocratique (NPD) dans Winnipeg-Centre ancien bastion néodémocrate ravi par les libéraux en 2015, elle remporte l'élection face à Robert-Falcon Ouelette.

## Vie privée
Leah Gazan est juive par son père, survivant de la Shoah originaire de La Haye, et d'une mère lakota et chinoise. Elle se réclame de ces trois identités. Elle est en couple avec l'homme politique cris Romeo Saganash.